# Jacob Barsøe
Jacob Jepsen Barsøe (Vejle, 21 de setembro de 1988) é um remador dinamarquês, medalhista olímpico.

## Carreira
Barsøe competiu nos Jogos Olímpicos de 2012 e 2016. Em Londres integrou a equipe da Dinamarca do quatro sem peso leve que obteve a medalha de bronze. Quatro anos depois conquistou a medalha de prata na mesma prova, no Rio de Janeiro.